# 장영우 (축구 선수)
장영우(張永祐, 2002년 8월 21일 ~ )는 대한민국의 축구 선수로 포지션은 오른쪽 풀백, 오른쪽 미드필더이며 현재 K리그1 수원 FC 소속이다.